# Pape Cheikh Diop
Pape Cheikh Diop, född 8 augusti 1997 i Dakar, är en spansk-senegalesisk professionell fotbollsspelare som spelar som mittfältare för emiratiska Al-Arabi.

## Klubbkarriär
Diop föddes i den senegalesiska huvudstaden Dakar och anlände till Spanien år 2011 vid 14 års ålder. Efter att ha representerat Club Internacional de la Amistad och Montañeros CF anslöt han till Celta de Vigos ungdomssektion år 2013.

### Celta
Diop gjorde sin seniordebut med Celtas B-lag då han blev inbytt i den andra halvleken i en 2-0-bortavinst mot CD Lealtad den 23 augusti 2014. Han gjorde sitt första mål åtta dagar senare i en 5-0-vinst hemma mot UP Langreo. Den 11 augusti 2015 tecknade Diop ett nytt femårigt avtal med klubben.
Han gjorde sin a-lags- och La Liga-debut den 12 december 2015 då han ersatte Nolito i de sista minuterna av en 1-0-vinst hemma mot RCD Espanyol. Diop gjorde sitt första mål i La Liga den 27 november 2016 då han gjorde det sista målet i en hemmavinst med 3-1 mot Granada CF.

### Lyon
Den 29 augusti 2017 tillkännagav Lyon att de tecknat ett femårskontrakt med Diop. Övergångssumman till Celta rapporterades vara 10 miljoner euro samt 4 miljoner euro i eventuella bonusar. I augusti 2019 lånades Diop tillbaka till Celta Vigo på ett låneavtal över säsongen 2019/2020.
Den 6 augusti 2020 lånades Diop ut till Dijon på ett låneavtal över säsongen 2020/2021.

### Senare karriär
Den 29 juni 2022 värvades Diop av grekiska Aris, där han skrev på ett tvåårskontrakt. Den 14 februari 2023 skrev Diop på ett kontrakt över resten av säsongen med La Liga-klubben Elche.
Den 6 mars 2024 skrev Diop på ett kontrakt över resten av säsongen med slovakiska DAC Dunajská Streda. I oktober 2024 gick han till Al-Arabi i Förenade arabemiratens andradivision.